# Ait Youssef Ou Ali
Ait Youssef Ou Ali  (in arabo أيت يوسف وعلي‎?) è un centro abitato e comune rurale del Marocco situato nella provincia di Al-Hoseyma, regione di Tangeri-Tetouan-Al Hoceima. Conta una popolazione di 12 673 abitanti (censimento 2014) e prende il nome dall'omonimo khams (sottotribù) degli Ait Ouriaghel.